# Vlada Zečević
Vlada Zečević (Loznica, 21. ožujka 1903. – Beograd, 26. listopada 1970.), srpski pravoslavni svećenik, sudionik NOB na četničkoj i partizanskoj strani i društveno-politički radnik FNR Jugoslavije i NR Srbije. U razdoblju od 1945. do 1946. godine obnašao je dužnost prvog ministra unutarnjih poslova FNRJ. 

## Životopis
Rodio se 21. ožujka 1903. godine u Loznici. Završio je Bogosloviju u Srijemskim Karlovcima, a Teološki fakultet u Beogradu. Od 1927. do 1941. godine službovao je kao svećenik u Krupnju, gdje je, kao oporbenjak djelatno sudjelovao u političkom životu.
Travnja 1941. godine, dragovoljno je stupio u vojsku. Po kapitulaciji Jugoslavije, vratio se kući, nakon čega su ga uhitili organi Trećeg Reicha i držali u zatvoru do kraja lipnja iste godine. Kolovoza 1941. sudjelovao je u podizanju narodnog ustanka zajedno s Georgijem Bojićem iz Tronoše, i oni su sudjelovali u oslobađanju Loznice i Krupnja. Poslije toga bio je u četničkom rukovodstvu. Nakon napada na Šabac, partizani i četnici su se razišli, a pop Zečević je u to vrijeme preveo oko 500 četnika u partizane.
Član Komunističke partije Jugoslavije (KPJ) postao je 1942. godine. U ratu je bio zamjenik političkog komesara Valjevskog partizanskog odreda, član Vrhovnog štaba NOV i POJ, član Izvršnog odbora AVNOJ-a i povjerenik Vjerskog odsjeka Prvog zasjedanja AVNOJ, član Nacionalnog komiteta oslobođenja Jugoslavije (NKOJ) i povjerenik za unutaršnje poslove.
Poslije oslobođenja Jugoslavije nalazio se na raznim odgovornim dužnostima. Bio je ministar unutarnjih poslova FNRJ u Vladi FNRJ od 7. ožujka 1945. do 2. veljače 1946. kad umjesto njega dolazi Aleksandar Ranković; ministar građevina i prometa u Vladi NR Srbije (1952. – 1953.); predsednik Saveznog vijeća Savezne narodne skupštine (1954. – 1960.); predsjednik Odbora za organizaciju vlasti i upravu Savezne skupštine. Član Saveznog izvršnog vijeća (SIV) bio je od siječnja 1953. godine. Bio je zastupnik Republičke Ustavotvorne i Savezne narodne skupštine, član Saveznog odbora SSRNJ, Predsjedništva Saveznog odbora SUBNOR i drugo. Nosio je čin pričuvnog pukovnika JNA.
Preminuo je u Beogradu 26. listopada 1970. godine. Pokopan je na Aleji zaslužnih građana na Novom groblju u Beogradu. 
U rodnoj Loznici podignut mu je spomenik.

## Knjige
- U noći, susret, Beograd 1963.
- I to da se zna, Beograd 1968. i
- Raste ustanak, Zagreb 1968.

## Odlikovanja
Nositelj više odlikovanja, među kojima su: 
- Partizanska spomenica 1941.
- Orden narodnog oslobođenja
- Orden zasluga za narod sa zlatnom zvijezdom
- Orden bratstva i jedinstva sa zlatnim vijencem i
- Orden za hrabrost